# Sayat (Francia)
 Sayat  es una población y comuna francesa, situada en la región de Auvernia, departamento de Puy-de-Dôme, en el distrito de Clermont-Ferrand y cantón de Gerzat.

## Demografía
| 1038 | 1215 | 1733 | 1996 | 2208 | 2256 |
| Para los censos de 1962 a 1999 la población legal corresponde a la población sin duplicidades (Fuente: INSEE [Consultar]) |      |      |      |      |      |